# Пинас, Спирос
Спирос Пол Пинас (Пина) (англ. Spyros Paul Pina, греч. Σπύρος Παύλος Πινας, 14 июля 1973 — 17 марта 2009, Миннеаполис, Миннесота) — греческий саночник. Участник зимних Олимпийских игр 1994 и 1998 годов.

## Биография
Спирос Пинас родился 14 июля 1973 года.
Имел гражданства Греции и США. Вырос в американском городе Сент-Пол в штате Миннесота. Учился в местной центральной средней школе. Окончил университет Миннесоты, получив степень магистра государственной политики и экономики.
С 16-летнего возраста занимался санным спортом, после того как в США прошёл масштабный отбор юных спортсменов. В 1992 году в составе сборной США участвовал в юниорском чемпионате мира. После того как Пинас понял, что у него мало шансов попасть в сборную США, решил выступать за Грецию.
В 1994 году вошёл в состав сборной Греции на зимних Олимпийских играх в Лиллехаммере. В соревнованиях одиночек занял 24-е место, показав по сумме четырёх заездов результат 3 минуты 27,812 секунды и уступив 6,241 секунды выигравшему золото Георгу Хаклю из Германии.
В 1998 году вошёл в состав сборной Греции на зимних Олимпийских играх в Нагано. В соревнованиях одиночек занял 24-е место, показав по сумме четырёх заездов результат 3 минуты 25,380 секунды и уступив 6,944 секунды выигравшему золото Георгу Хаклю.
Работал преподавателем французского языка в школах. Свободно владел шестью языками — английским, испанским, норвежским, греческим, французским и немецким. Играл в теннис, занимался защитой окружающей среды.
Умер 17 марта 2009 года в американском городе Миннеаполис от опухоли мозга, с которой боролся на протяжении четырёх лет.

## Семья
Был женат на Меричель Мондехар Понт. Их дочери Эулалии в 2009 году было три года.

## Память
Жена и мать Спироса Пинаса передали его олимпийские сани, костюм, шлем, ботинки, перчатки и спортивную майку Историческому обществу Миннесоты.